# Hello God

Hello God est un film américain réalisé par William Marshall, sorti en 1951.

## Fiche technique
- Titre : Hello God
- Réalisation : William Marshall
- Scénario : William Marshall
- Production : Errol Flynn
- Pays d'origine : États-Unis
- Format : Noir et blanc - Mono
- Genre : Drame
- Durée : 64 minutes
- Date de sortie : 1951

## Distribution
- Errol Flynn : Homme à Anzio Beach
- Sherry Jackson : Petite italienne
- William Marshall : Narrateur (voix)
- Armando Formica
- Joseph A. Mazzuca : Lui-Même